# Kazaňský pohár žen
Kazaňský pohár žen byl turnaj žen v ledním hokeji, kterého se zúčastnilo 5 týmů z 5 zemí. Mezi účastníky byly 3 národní reprezentace, jeden klub a domácí tým Tatarstánu. Konal se od 14. do 17. ledna 2023 v Kazani v Tatarstánu v Rusku. Hrálo se v jedné skupině každý s každým jeden zápas. Následovalo finále dvou nejlépe umístěných týmů. Vítězkami se stali hráčky Tatarstánu před Íránem a Spojenými arabskými emiráty. Hrálo se ve dvou halách (Sportovní palác a Tatněfť-Arena) na třech kluzištích a kromě turnaje žen se hrál i turnaj mužů.

## Výsledky

### Základní skupina
| Skupina A               | Tatarstán | Írán | Spojené arabské emiráty | Jeddah Eagles | Bahrajn | V | VP | PP | P | VG | OG | B  |
| Tatarstán               | ***       | 4:1  | 7:4                     | 5:2           | 11:1    | 4 | 0  | 0  | 0 | 27 | 8  | 12 |
| Írán                    | 1:4       | ***  | 4:1                     | 4:3           | 10:1    | 2 | 1  | 0  | 1 | 19 | 9  | 8  |
| Spojené arabské emiráty | 4:7       | 1:4  | ***                     | 4:3           | 12:6    | 1 | 1  | 0  | 2 | 21 | 20 | 5  |
| Jeddah Eagles           | 2:5       | 3:4  | 3:4                     | ***           | 10:0    | 1 | 0  | 2  | 1 | 18 | 13 | 5  |
| Bahrajn                 | 1:11      | 1:10 | 6:12                    | 0:10          | ***     | 0 | 0  | 0  | 4 | 8  | 43 | 0  |

## Finále
|    | Finále    | Tatarstán | Írán |
| 1. | Tatarstán | ***       | 6:5  |
| 2. | Írán      | 5:6       | ***  |